# Zimowa Uniwersjada 1968

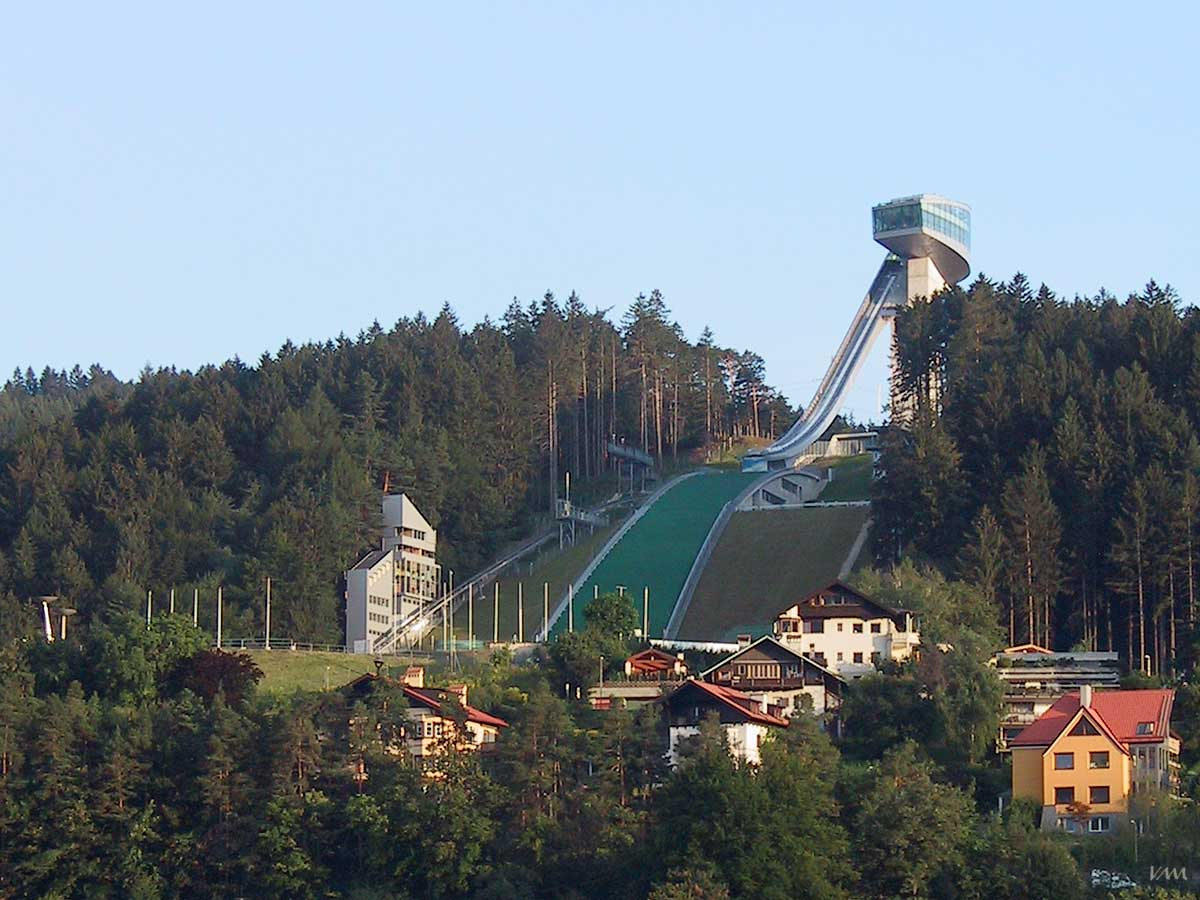
Skocznia narciarska w Innsbrucku

5. Zimowa Uniwersjada – międzynarodowe zawody sportowców-studentów, które odbyły się w austriackim Innsbrucku. Impreza została zorganizowana między 21 a 28 stycznia 1968 roku. Do Tyrolu przybyło 589 zawodników z 26 krajów. Nad organizacją zawodów czuwała Fédération Internationale du Sport Universitaire.

## Polskie medale
Reprezentanci Polski zdobyli tylko 1 medal. Wynik ten dał polskiej drużynie 10. miejsce w klasyfikacji medalowej.

### Srebro
- Krystyna Turowska, Teresa Merena, Maria Krok – narciarstwo klasyczne, sztafeta 4 x 5 km

## Klasyfikacja medalowa
| Klasyfikacja medalowa | Klasyfikacja medalowa | Klasyfikacja medalowa | Klasyfikacja medalowa | Klasyfikacja medalowa | Klasyfikacja medalowa |
| --------------------- | --------------------- | --------------------- | --------------------- | --------------------- | --------------------- |
| Miejsce               | Reprezentacja         | Złoto                 | Srebro                | Brąz                  | Razem                 |
| 1                     | ZSRR                  | 8                     | 6                     | 5                     | 19                    |
| 2                     | Stany Zjednoczone     | 4                     | 3                     | 3                     | 10                    |
| 3                     | Japonia               | 3                     | 4                     | 4                     | 11                    |
| 4                     | Czechosłowacja        | 3                     | 3                     | 2                     | 8                     |
| 5                     | Norwegia              | 2                     | 1                     | 0                     | 3                     |
| 6                     | Austria               | 1                     | 2                     | 3                     | 6                     |
| 7                     | RFN                   | 1                     | 1                     | 1                     | 3                     |
| 8                     | Szwajcaria            | 1                     | 0                     | 0                     | 1                     |
| 9                     | Finlandia             | 0                     | 1                     | 2                     | 3                     |
| 10                    | Polska                | 0                     | 1                     | 0                     | 1                     |
| 11                    | Francja               | 0                     | 1                     | 0                     | 1                     |
| 12                    | Włochy                | 0                     | 0                     | 2                     | 2                     |
| 13                    | Kanada                | 0                     | 0                     | 1                     | 1                     |